# Murer
En murer er en faglært bygningshåndværker. I Danmark kan murerfaget spores tilbage til de ældste stenkirker fra det 11. århundrede men i Mesopotamien brugte man mursten i bondestenalderen. Kjøbenhavns Murer- og Stenhuggerlaugs ældste segl er fra 1623.
Mureren arbejder med sten, mursten og mørtel, samt cement og gasbeton, indenfor byggeriet med opførelse, ombygning og renovering af f.eks. boliger. Traditionelle redskaber som murske, pudsebræt, murerhammer, tommestok osv. er stadig centrale i dag.

## Arbejder
Ydermure mures op i forskellige forbandter, indermure kan opmures af letklinkerblokke (el. gasbeton) eller plader. Tagsten og rygsten oplægges på undertaget og understryges i stormsikre mønstre. Vådrumsvægge dækkes af keramiske fliser. Vådrumsgulve kan dækkes af klinker.

## Eksterne links
- Byggeriets Uddannelser (Webside ikke længere tilgængelig)

- Wikimedia Commons har flere filer relateret til Murer

| Job | Spire Denne artikel om et job eller en stillingsbetegnelse er en spire som bør udbygges. Du er velkommen til at hjælpe Wikipedia ved at udvide den. |